# Травнева виправна революція
Травнева виправна революція (араб. الثورة التصحيحية) — усунення від влади президентом Єгипту Анваром Садатом групи вищих посадових осіб держави на чолі з віце-президентом Алі Сабрі, здійснене 13 — 15 травня 1971 року. Ті події упродовж перших п'яти років офіційно йменувались Травневим виправним рухом, й були проголошені революцією у промові Садата 1 травня 1976 року. Політична криза травня 1971 року ознаменувала завершення перехідного періоду після смерті Гамаля Абдель Насера та зосередження в руках президента Садата усієї повноти влади в країні.